# Czasem w kwietniu
Czasem w kwietniu (ang. Sometimes in April) – amerykańsko-francusko-rwandyjski dramat filmowy z 2005 roku w reżyserii Raoula Pecka, opowiadający o ludobójstwie w Rwandzie z perspektywy oficera zdominowanej przez Hutu armii rwandyjskiej. Zdjęcia kręcono w Rwandzie, a także w Paryżu i Waszyngtonie.

## Fabuła
Główny bohater, kapitan Augustina Muganza, mimo że z pochodzenia Hutu, ma wątpliwości odnośnie do zamiarów armii, w której służy, wobec ludności Tutsi. Jest za to represjonowany przez własnych dowódców. Jego brat, Honoré Muganza, to aktywista rasistowskiego radia RTLM, które oskarża się o nawoływanie do ludobójstwa. Film przedstawia bohaterów tuż przed, w trakcie oraz 10 lat po ludobójstwie, kiedy Augustin Muganza wyrusza do Tanzanii, aby spotkać się ze swoim bratem, oskarżonym i zeznającym przed Międzynarodowym Trybunałem Karnym dla Rwandy.

## Obsada
- Idris Elba - jako Augustin Muganza
- Oris Erhuero - jako Honoré Muganza
- Debra Winger - jako Prudence Bushnell
- Pamela Nomvete - jako Martine
- Carole Karemera - jako Jeanne Muganza
- Fraser James - jako Xavier
- Noah Emmerich - jako Lionel Quaid
- Arthur Yuhi Abi - jako Yves Andre